# Kocaçeşme, Gelibolu
Kocaçeşme là một xã thuộc huyện Gelibolu, tỉnh Çanakkale, Thổ Nhĩ Kỳ. Dân số thời điểm năm 2011 là 182 người.